# Pentas herbacea
Pentas herbacea là một loài thực vật có hoa trong họ Thiến thảo. Loài này được (Hiern) K.Schum. mô tả khoa học đầu tiên năm 1900.